# Zdravko Matas
Zdravko Matas (1960. – 31. srpnja 2017.), hrvatski šahovski entuzijast. Za povijest šaha u Hrvatskoj važan je popularizator šaha u Hrvatskoj. Jedan je od najvećih splitskih ljubitelja šaha svih vremena. Jednim je od glavnih osnivača dvaju šahovskih klubova u Splitu, ŠK Brda i RŠK Split. Zadnje godine života skrasio se u Šahovski klub "Mornar" Split gdje je mnogo prinio podizanju svakodnevnog klupskog života.

## Vanjske poveznice
- Chess Tempo Zdravko Matas